# Рудник Пісталі
Рудник Пісталі — гірничодобувний майданчик в центральній частині Узбекистану.
Копальня здійснює розробку однойменного золоторудного родовища, виявленого біля північного схилу Нуратинських гір. Вона почала роботу в 2023 році та належить до Рудоуправління «Кизилкум» Навоїйського гірничо-металургійного комбінату (НГМК).
Розробка ведеться відкритим способом, а річна потужність копальні становить 4 млн тонн руди на рік.
Хоча Рудоуправління «Кизилкум» перісно виникло на основі Гідрометалургійного заводу № 1 (ГМЗ-1), проте для Пісталі спорудили поряд з рудником окремий Гідрометалургійний завод № 6 (ГМЗ-6).